# Cosmos (операционная система)
Cosmos — комплект разработки операционной системы с открытым исходным кодом, написанный на языке программирования C#. Cosmos содержит компилятор Microsoft Intermediate Language (IL2CPU), позволяющий создавать полноценные модули приложений, включая библиотеки .NET Framework и саму операционную систему Cosmos, что позволяет создавать модули запуска, не требующие для своей работы внешней ОС. Операционную систему можно загрузить с дискеты, USB-накопителя, компакт-диска или на виртуальной машине. В настоящее время поддерживается только архитектура x86. Система направлена на C#, она может быть использована с большинством совместимых языков таких как: Visual Basic и X# (требуется «чистая» компиляция CIL без использования P/Invoke). Cosmos в первую очередь предназначен для использования только с Microsoft .NET Framework, но может быть скомпилирована с использованием Mono с опорой на блок System.Threading, класса ReaderWriterLockSlim.
По информации с официального веб-сайта, название проекта Cosmos имеет бэкроним — «C# Open Source Managed Operating System» (рус. «Управляемая операционная система с открытым кодом на C#»). В настоящее время Cosmos является набором инструментальных средств, позволяющих другим разработчикам легко и просто создавать свои собственные операционные системы или «операционные системы типа Lego». Он также функционирует как абстрактный слой, скрывающий значительную часть работы внутренних аппаратных средств.
Текущий выпуск Cosmos — Milestone 5, однако работа над будущими релизами продолжается. Большинство работ над Cosmos в настоящее время направлены на развитие сетевого интерфейса, однако система уже поддерживает некоторые сетевые карты и черты TCP/IP. В настоящее время существуют две версии Cosmos: более поздняя версия с исходным кодом, и выпущенная версия, известная как пользовательский комплект. Версия с исходным кодом предназначена для тех, кто хочет помочь разработать ядро, в то время как пользовательский комплект предназначен для тех, кто хочет использовать Cosmos для развития своей собственной операционной системы. За некоторое время до выхода Milestone 3 пользователям было рекомендовано скачать исходный код, так как предыдущий комплект от Milestone 2 устарел.
В последней версии разработчики вернулись к GRUB в качестве загрузчика, однако ранее также использовался Syslinux.

## Написание кода
Операционная система, построенная на Cosmos, начиналась как .NET проект (в частности, консольные приложения). В новых версиях написание кода было упрощено. Главный файл Kernel.cs делится на два метода: BeforeRun() и Run(). В первом прописываются действия, выполняющиеся после загрузки операционной системы. Во втором код выполняется в бесконечном цикле, но обычно разработчики завершают метод функцией выключения ПК.
В Cosmos существуют классы, такие как:
- System — для работы с файловой системой, сетью и питанием компьютера;
- HAL — для работы с графикой и драйверами;
- Core — для управления ОЗУ, ACPI и просмотра данных о процессоре;
- Debug — для отладки;
- Common.

Настройки сборки находятся в свойствах проекта, построение происходит через вкладку «Сборка» на верхней панели окна Visual Studio.

### Пользовательский комплект и Visual Studio
Пользовательский комплект является частью Cosmos, направленной на упрощение использования Cosmos для разработчиков, использующих Microsoft Visual Studio. При установке комплекта добавляется новый тип проекта в Visual Studio под названием Cosmos Project. Представляет собой модифицированную версию консольного приложения с уже добавленным компилятором Cosmos и незавершённым кодом загрузки.

## Компиляция проекта
Как только код будет завершён, пользователь может скомпилировать проект, используя предпочтительный компилятор .NET. Это конвертирует приложение из оригинального исходного кода (C# или другого) в Microsoft Intermediate Language, промежуточный язык .NET Framework. Далее следует запустить приложение с указанием окна Cosmos Builder, которое представляет разработчику параметры, которые определяют, как именно компилировать проект. Эти параметры включают загрузку проекта через эмуляторы, такие как QEMU, Virtual PC и VMWare; запись в образ диска (ISO-файл), который впоследствии может быть записан на CD-ROM или загружен через сеть PXE; параметр отладки Cosmos с использованием встроенного отладчика и другие параметры.
Когда пользователь выбрал желаемые параметры, он нажимает кнопку «Build». Это приводит к вызову компилятора IL2CPU, который систематически просматривает все приложения CIL-кода (за исключением кода компилятора Cosmos), превращая его в язык ассемблера для выбранной архитектуры процессора. Далее Cosmos вызывает выбранный ассемблер для преобразования этого кода с языка ассемблера на родной код операции процессора. Наконец активизируются желаемые результаты, будь то запуск эмулятора, запуск PXE движка или чтение с ISO-файла.

### Функции отладки
Cosmos предлагает несколько вариантов отладки вывода.

#### Виртуализация
Cosmos позволяет пользователю загрузить свою операционную систему с помощью виртуальной машины. Это позволяет разработчикам тестировать систему на своём компьютере без необходимости перезагрузки, давая преимущества, не требующие дополнительных аппаратных средств и не требующих от разработчика покинуть свою среду разработки. Чтобы разрешить это, Cosmos делает возможным использовать один из трёх эмуляторов. QEMU, параметр загрузки по умолчанию, является свободным эмулятором, который поставляется вместе с Cosmos. VMWare — эмулятор, который может быть загружен с сайта компании VMware, со свободными и платными версиями. Virtual PC — бесплатный эмулятор, который может быть загружен с веб-сайта Майкрософт. А также эти эмуляторы имеют функцию компиляции образа диска, которая позволяет проекту Cosmos быть загруженным в любом эмуляторе, который позволяет загружать образ диска.
Ещё одна особенность, доступная с QEMU, — отладчик, который позволяет пользователю просмотреть исходный код как в Visual Studio во время работы своих ОС в QEMU. Это работает путём добавления кода в операционную систему, который общается с отладчиком через виртуальную сеть.

#### Образы дисков
Этот параметр записывает операционную систему на образ диска (ISO-файл), который может быть загружен в некоторых эмуляторах (например, Virtual PC) или записать на CD-ROM и загрузиться на реальном оборудовании.

#### Сетевая загрузка PXE
Этот параметр позволяет устанавливать операционную систему для загрузки на реальном оборудовании. Данные передаются через сеть LAN на клиентскую машину. Это требует наличия двух компьютеров: одного в качестве клиентской машины (на которой загружается операционная система) и одного в качестве сервера (как правило, машина разработчика). Также требуется сеть, соединяющая два компьютера, и клиентская машина должна иметь сетевую карту и BIOS, которые поддерживают загрузку PXE.

### Ассемблер
Основным сборщиком систем Cosmos должен был стать специально разработанный ассемблер. Однако из-за его неэффективности и медлительности используется ассемблер NASM.